# Никита Стенеску

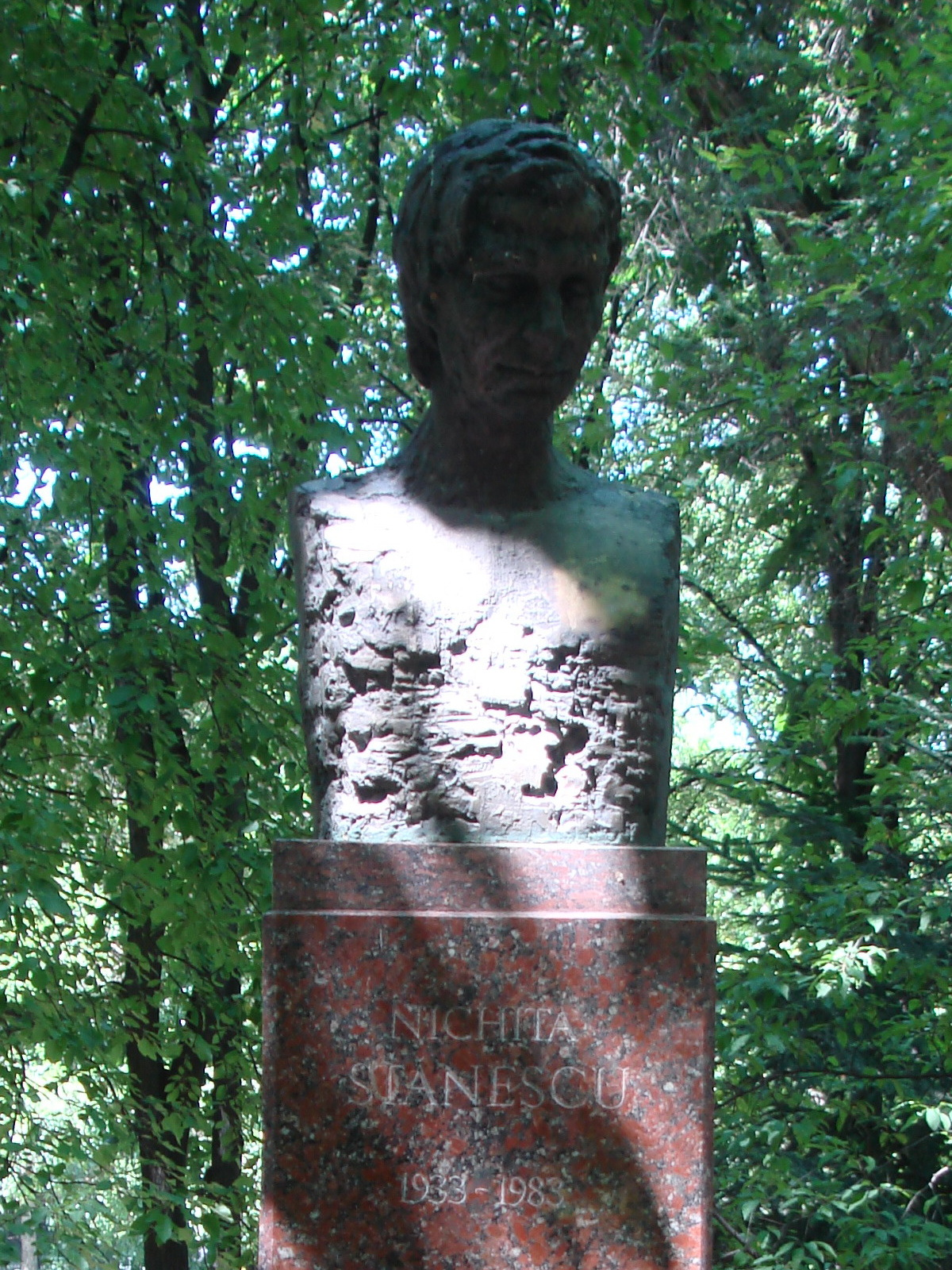
Бюст в Алеї Класиків, Бухарест

Никита Стенеску (рум. Nichita Stănescu; 31 березня 1933, Плоєшті, Румунське королівство — 13 січня 1983, Бухарест) — румунський поет, один з найзначніших поетів Румунії другої половини XX століття.

## Біографія
Никита Стенеску народився 31 березня 1933 в місті Плоєшті. Ім'я при народженні — Никита Христя Стенеску (рум. Nichita Hristea Stănescu). Батько — Ніколае Стенеску, мати — Тетяна Черячукіна (родом з Воронежа). Навчався в рідному місті, потім вивчав румунську мову і літературу в Бухаресті. Закінчив університет у 1957. Дебютував у літературному журналі «Трибуна». Одружився з Магдаленою Петреску в 1952, але через рік вони розлучилися. У 1962 Стенеску одружився з Дойнею Чуря, знову розлучився і в 1982 одружився з Тодоріце (Доре) Теріце.
Публікувався у виданнях «Gazeta Literară», «România Literară» і «Luceafărul». Є лауреатом безлічі поетичних премій, серед яких Премія Гердера (1975) і номінація на Нобелівську премію (1980).
Помер 1983 року від гепатиту. Похований у Бухаресті на цвинтарі Беллу.

## Збірки віршів
- 1960 — Sensul iubirii (Сенс кохання)
- 1964 — O viziune a sentimentelor (Ведення почуттів)
- 1965 — Dreptul la timp (Право на час)
- 1966 — 11 elegii (11 елегій)
- 1967 — Obiecte cosmice (Alfa) (Космічні об'єкти (Альфа))
- 1967 — Roşu vertical (Червона вертикаль)
- 1967 — Oul şi sfera (Яйце і сфера)
- 1968 — Laus Ptolomaei (Хвала Птоломею)
- 1969 — Necuvintele (Неслова)
- 1969 — Un pământ numit România (Земля на ім'я Румунія)
- 1970 — În dulcele stil clasic (У солодкому класичному стилі)
- 1971 — Belgradul în cinci prieteni (Белград у п'яти друзях)
- 1972 — Măreţia frigului (Велич холоду)
- 1978 — Epica Magna
- 1979 — Opere imperfecte (Недосконалі твори)
- 1982 — Noduri şi semne (Вузли і знаки)
- 1982 — Oase plângând (Кістки, що плачуть)